# Phrynichus pusillus
Espèce
Phrynichus pusillus est une espèce d'amblypyges de la famille des Phrynichidae.

## Distribution
Cette espèce est endémique du Sri Lanka.

## Description
Le mâle mesure 14 mm et la femelle 15 mm.

## Publication originale
- Pocock, 1894 : Notes on the Pedipalpi of the family Tarantulidae contained in the collection of the British Museum. Annals and Magazine of Natural History, sér. 6, vol. 14, p. 273-298 (texte intégral).